# Oneil Cruz
Oneil Cruz (Nizao, 4 ottobre 1998) è un giocatore di baseball dominicano, che gioca nel ruolo di interbase per i Pittsburgh Pirates della Major League Baseball (MLB).